# جامع تنكز
جامع تنكز، وعرف باسم الجامع السيفي التنكزي، بناه سيف الدين تنكز الناصري نائب السلطنة في دمشق في صفر 717هـ في منطقة الشرف الأعلى، ظاهر باب النصر تجاه حكر السماق على نهر بانياس بدمشق، ويروى أن بناءه استغرق ما يقارب السنة وثمانية أشهر فقط.و كان نهر بانياس يمعبر وسط الصحن، كما كان به ناعورتان وبركة مربعة. تردد القضاة والعلماء في تحرير قبلته، فاستقر الحال في أمرها على ما قاله الشيخ تقي الدين بن تيمية في يوم الأحد الخامس والعشرين منه، وشرعوا في بنائه.
و في شعبان اكتمل بناء الجامع، وأقيمت أول صلاة جمعة فيه في العاشر من شعبان، حيث كانت الخطبة فيه يومها للشيخ نجم الدين علي بن داود بن يحيى الحنفي المعروف بالفقجازي، وحضر الصلاة سيف الدين والقضاة والأعيان والقراء والمنشدون وكان يوما مشهودا.
و قيل أنه بني على أنقاض كنيسة أخذن قبل العام 500 هـ، وحولت مسجدا، وبقي على حاله إلى أن بنى سيف الدين الجامع الرئيسي فوقه. وفي الرابع والعشرين من ذي القعدة من عام 795 هـ أعيد تجديد الجامع من قبل سيف الدين منكلي بغا بعد أن أصبح المسجد رث الهيئة وتقادم عهده مدة دهر، وهجر فلم يكن يدخله أحد إلا القليل، فتمت توسعته من قبليه ورفع له سقف جديد، وبني لهصرحة شمالية مبلطة، وعدة أروقة على هيئة الجوامع، وتم إنشاء رواق كبير له جناحان شرقي وغربي، وزين بأعمدة وقناطر.
في عام 1247هـ، 1831م حوله إبراهيم باشا إلى ثكنة عسكرية أثناء حملته على بلاد الشام، واستمر على ذلك العثمانيون من بعد أن أستعادوا الشام. في العهد الفرنسي تحول إلى مدرسة حربية حتى سنة إلى عام 1356 هـ (1937م).
حرقه الفرنسيون في عدوان 29 مايو 1945 حيث قصف بالمدافع وهدم وجدد بعدها حيث قام المهندس الفرنسي «إيكوشار» بوضع تصاميم له. وفي عام 1951 هدمت إدارة الأوقاف واجهة المسجدو بعدها أكملت هدم المسجد كله، وأقيم مكانه محال تجارية، وأقيم فوقها مسجد بني من الاسمنت والحجر الأبيض. إلا أن الأوقاف أبقت المئذنة المملوكية القديمة التي تقع في الجهة الشمالية منه وأبقت المحراب ومدفن تنكز. واقتطعت مساحة من صحن المسجد الشمالي، بني بها مدرسة شرعية للبنات.

## وصف الجامع
يتميز الجامع بفناء ذي أربعة مداخل، اثنان منها يؤديان إلى القبلة واثنان إلى الصحن الذي يحتوي على   بركة مائية كبيرة تجري فيها مياه نهر نابلس.
يقع ضريح الواقف وابنه على يمين المدخل الأول. صُنع محراب المسجد من الحجر، وكذلك المنبر، وتعلو منطقة تخزين الحطب قبة صغيرة. تحتوي الجهتان الشرقية والغربية على غرف وطوابق علوية. وفي الجهة الشمالية تقف مئذنة عالية تُعتبر من أروع المآذن من حيث الإتقان والبساطة. يضم الجامع عشرين نافذة، وكان نهر نابلس يمر في وسط صحنه ليتوضأ منه المصلون. كما يوجد في الجامع نبعان يتدفقان إلى أحواض الأشجار داخل صحن الجامع.